# Droga wojewódzka 802
Die Droga wojewódzka 802 (DW 802) ist eine 38 Kilometer lange Droga wojewódzka (Woiwodschaftsstraße) in der polnischen Woiwodschaft Masowien, die Mińsk Mazowiecki mit Seroczyn verbindet. Die Strecke liegt im Powiat Miński und im Powiat Siedlecki.

## Streckenverlauf
Woiwodschaft Masowien, Powiat Miński
-  Mińsk Mazowiecki (A 2, DK 50, DK 92)
- Huta Mińska
- Nowa Pogorzel
- Pogorzel
- Siennica
- Żaków
- Drożdżówka
- Wielgolas
- Latowicz
- Oleksianka

Woiwodschaft Masowien, Powiat Siedlecki
- Żebraczka
-  Seroczyn (DW 803)